# Trygonoptera personata
Trygonoptera personata là một loài cá đuối trong họ Urolophidae, đặc hữu của đông nam Úc.